# گوروکان، نیو ساوت ولز
گوروکان (به انگلیسی: Gorokan) یک حومه شهر در استرالیا است که در نیو ساوت ولز واقع شده‌است.